# Chiesa di Santa Susanna alle Terme di Diocleziano
La chiesa di Santa Susanna è un luogo di culto cattolico di Roma, situato nel Rione Trevi.

## Storia
Nelle strutture della chiesa sono stati osservati resti di un edificio romano di epoca imperiale.
Fu elevata a titolo cardinalizio sul sito delle case di Gabinio e Caio, intitolata alla martire Susanna. Scavi del XIX secolo hanno effettivamente portato alla luce, sotto la confessione (cioè l'altare edificato sul luogo del martirio), i resti di una casa romana del III secolo, ora visibili attraverso la pavimentazione in vetro della sacrestia. Altri scavi del 1990 hanno riportato in luce un sarcofago romano con dentro frammenti di intonaco dipinto.
La chiesa, originariamente detta ad duas domos (cioè presso le case di Gabinio e Caio) oppure secondo altre fonti Titulus Cai, in forma basilicale, fu fatta riedificare prima da papa Leone III, nell'800, e poi completamente da papa Sisto IV nel 1475. L'attuale facciata è opera di Carlo Maderno del 1603.

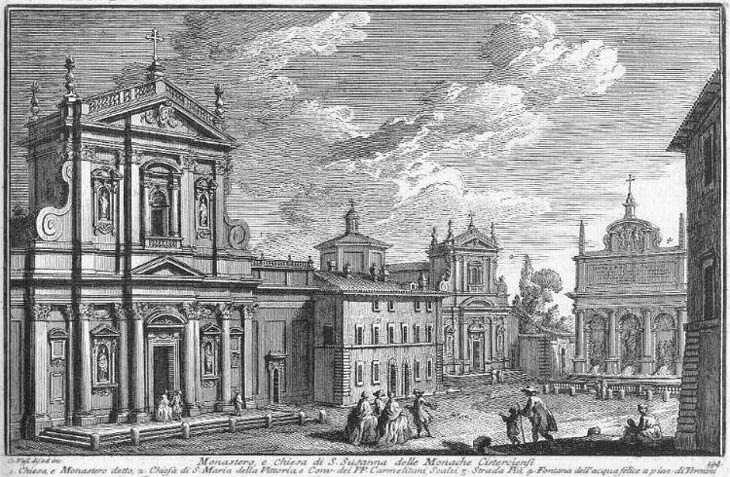
Monastero e Chiesa di Santa Susanna, Giuseppe Vasi, 1758

Dal 7 ottobre 1587, papa Sisto V ne fece la sede della comunità monastica cistercense di san Bernardo (femminile). Il complesso, espropriato con gran parte del convento dallo Stato unitario dopo il 1870, fu restituito poi al monastero cistercense. Dal 1922, le celebrazioni e le attività pastorali furono affidate ai Padri paolisti e la chiesa divenne la chiesa nazionale dei cattolici statunitensi, in ragione della sua contiguità con la prima sede dell'ambasciata statunitense a Roma, all'inizio dell'attuale via Bissolati. Per questa ragione, dal 1946 al 2017 il titolo cardinalizio fu assegnato prevalentemente a cardinali americani. Nel piano pastorale della diocesi di Roma, la chiesa di Santa Susanna rimase comunque, prima di tutto, una chiesa monastica e poi chiesa nazionale. Dal 1º agosto 2017 i Padri paolisti si sono trasferiti presso la chiesa di San Patrizio a Villa Ludovisi, che dopo 95 anni è divenuta la nuova parrocchia ufficiale degli americani residenti a Roma. La comunità monastica cistercense femminile di Santa Susanna è ora la proprietaria esclusiva del complesso monastico e della stessa chiesa.

## Descrizione

### Esterno

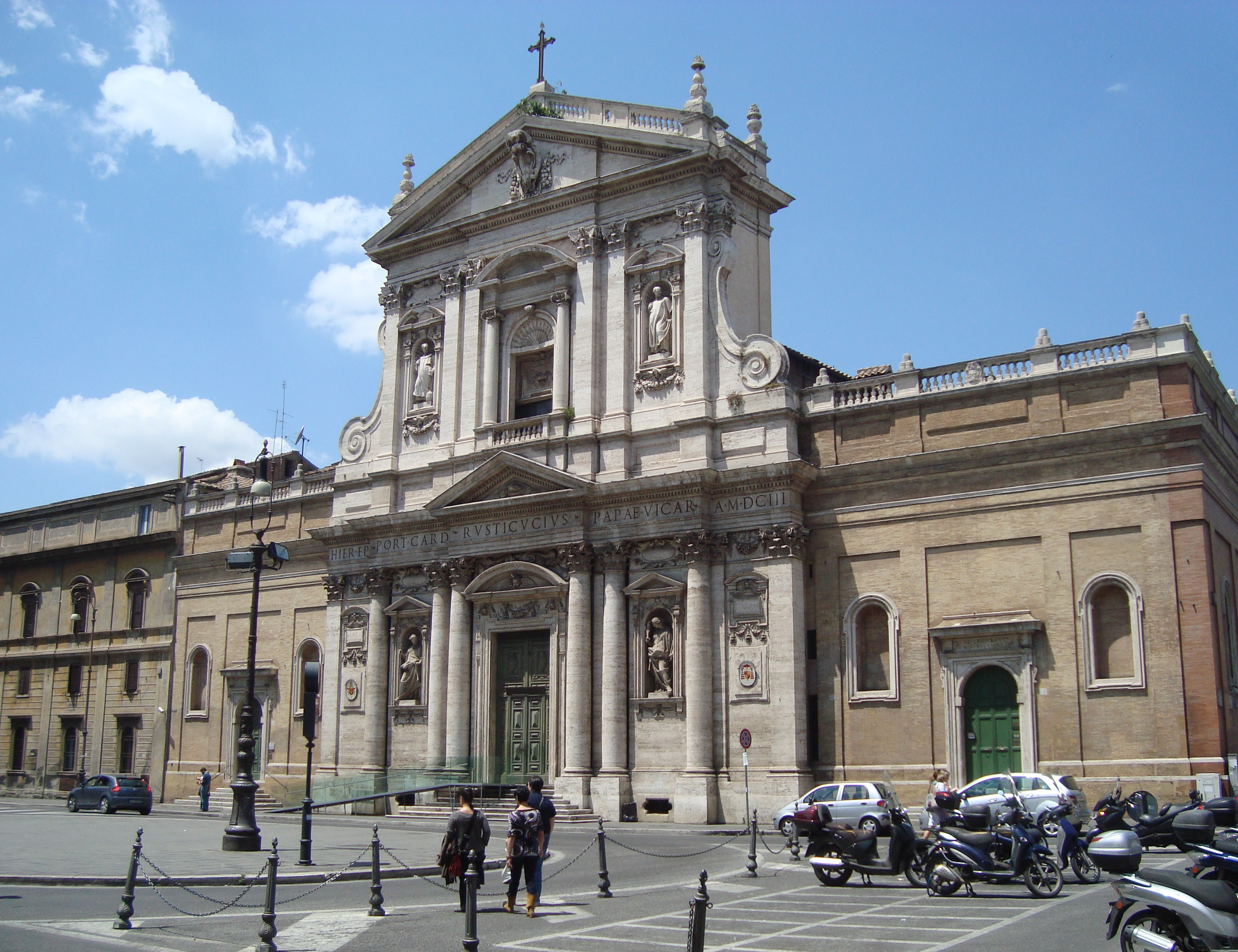
La facciata

La facciata di Santa Susanna, definita come il "primo esempio pienamente realizzato di architettura barocca", costituisce un momento di straordinaria qualità nel passaggio complesso dal tardo Manierismo romano all'inizio del Seicento.
Infatti, alcune intuizioni sembrano anticipare le ricerche barocche sul tema della visione e del rapporto con il contesto urbano.
L'elemento che più colpisce l'osservatore è il tema del graduale avanzare verso l'esterno della facciata nella sua parte centrale, una sorta di anticipazione del tema della facciata sinusoidale borrominiana, ottenuta qui attraverso passaggi non concavo-convessi, ma attraverso scatti successivi degli elementi strutturali, tesi a rafforzare l'asse centrale del tempio.
Al primo ordine si passa infatti dalle lesene singole e poco rilevate, poste agli estremi della facciata, ad un primo avanzamento ottenuto con una colonna quasi in alveolo e infine con l'accostamento di due colonne, la prima in alveolo e la seconda a tutto tondo, che delimitano il portale disposte in modo gradualmente emergente verso il centro.
Al contrario volendo si potrebbe leggere la facciata come un processo di rarefazione degli elementi architettonici dal centro all'esterno.
Lo stesso processo si evidenzia in una lettura dal basso verso l'alto, in quanto al secondo ordine le colonne lasciano il posto a lesene molto meno rilevate, mentre il timpano si conclude con un coronamento a balaustra che lascia intravedere il cielo.
Non si può ancora parlare di ricerca dell'infinito, ma gli spunti potrebbero essere stati importanti per gli allievi di Carlo Maderno.

### Interno

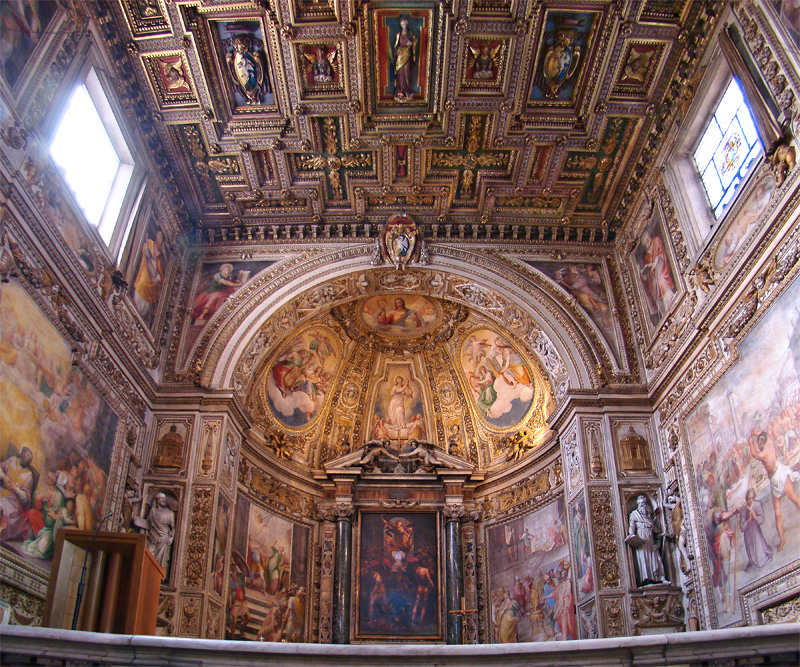
L'abside

L'interno della chiesa è a navata unica con una cappella laterale in prossimità della balaustra del presbiterio. Le pareti sono state completamente affrescate con Storie della vita di Santa Susanna di Baldassare Croce nel 1595. Il soffitto, invece, è a cassettoni dorati e reca al centro un'immagine della Madonna sormontata dallo stemma Rusticucci.
Il presbiterio è diviso dalla navata tramite una balaustra marmorea. In fondo ad esso, l'abside semicircolare, più piccola rispetto alla navata, con l'affresco Gloria di Santa Susanna nel catino, opera di Cesare Nebbia. L'altare maggiore, invece, accoglie la pala Martirio di Santa Susanna, opera del palermitano Tommaso Laureti.
La cappella Peretti, a sinistra, è stata progettata da Marsilio Fontana di Melide, fratello del più celebre Domenico Fontana; nel 1597 vi trovò la morte durante i lavori.. In essa vari dipinti, fra cui Il Martirio di San Lorenzo di Cesare Nebbia e il Battesimo di San Genesio di Baldassare Croce.
Dietro l'abside della chiesa, separato da questa da una grata in ferro, è situato il coro delle monache, fatto realizzare nel 1596 dal cardinale Girolamo Rusticucci, titolare della chiesa tra il 1570 e il 1597. Il coro, rettangolare, fu fatto costruire da papa Paolo V, con un soffitto in legno a cassettoni. Gli affreschi alle pareti sono attribuiti a Francesco Mezzetti (1676-1706).
Nella sacrestia delle Monache cistercensi sono conservati gli affreschi del VII secolo riferibili alla primitiva chiesa paleocristiana e ritrovati durante gli scavi archeologici eseguiti negli anni 90 del secolo scorso.
Sotto la chiesa e sotto il monastero delle monache cistercensi sono stati rinvenuti mosaici e affreschi di ville romane del periodo imperiale.
Sulla moderna cantoria in controfacciata, si trova l'organo a canne della chiesa, costruito dai Fratelli Ruffatti nel 1965. Lo strumento è a trasmissione elettrica, con mostra priva di cassa, e la sua consolle, avente due tastiere di 61 note ciascuna e pedaliera concavo-radiale di 32 note, è situata a pavimento nella navata. Nel coro delle monache si trova un organo positivo, proveniente dalla chiesa di San Bernardo in Nepi per la quale fu costruito nel 1765 da Antonio Raimondi.